# Pseudocatharylla lucasi
Pseudocatharylla lucasi là một loài bướm đêm trong họ Crambidae.